# 宇努男人
宇努 男人（うぬ の おひと、生没年不詳）は、奈良時代の官人・歌人。姓は首。官位は正六位上・豊前守。

## 出自
宇努氏（宇努首）は、百済第20代王・毗有王の孫である弥奈曾富意弥を祖とする、百済系渡来氏族。応神朝に帰化し、斉明朝に宇努首姓を与えられたという。

## 人物
養老4年（720年）大隅・日向で隼人が一斉蜂起した際、豊前守であった男人は鎮圧のために将軍に任ぜられて戦勝を祈って宇佐神宮に参拝した。戦いの結果、男人は隼人の軍勢を大いに破って数多くの兵を討ち取った。また、多くの兵を殺した償いとして大神の託宣が発せられ、毎年放生会が催されるようになり、これが後に石清水八幡宮に伝わったという。
神亀5年（728年）に九州から帰京する時に太宰府の官吏らと詠んだ歌が『万葉集』に残っている。「行き帰り 常に我が見し 香椎潟 明日ゆ後には 見むよしもなし」がその句である。